# Anatole Carignan
Anatole Carignan (né dans la paroisse Saints-Anges-de-Lachine de Lachine le 7 juillet 1885 et mort à Montréal le 30 juillet 1952) est un homme politique québécois.

## Biographie
Très actif en politique municipale, il a été conseiller municipal puis maire de Lachine, de 1933 à 1939, puis de 1944 à 1952. Il a également été vice-président puis président de l'Union des municipalités de 1933 à 1938.
Sur la scène québécoise, Anatole Carignan a été député de la circonscription de Jacques-Cartier pour l'Union nationale de 1936 à 1939. Il fut aussi brièvement ministre de la Voirie dans le cabinet Duplessis de 1938 à 1939.
Très intéressé par l'histoire de sa région, Anatole Carignan est l'instigateur du musée Le Manoir, connu aujourd'hui sous le nom de Musée de Lachine, ainsi que le président fondateur de la Société d’histoire régionale de Lachine.